# Гетто в Давид-Городке
Гетто в Дави́д-Городке́ (начало 1942 — 10 сентября 1942) — еврейское гетто, место принудительного переселения евреев города Давид-Городок Столинского района Брестской области и близлежащих населённых пунктов в процессе преследования и уничтожения евреев во время оккупации территории Белоруссии войсками нацистской Германии в период Второй мировой войны.

## Оккупация Давид-Городка и создание гетто
В 1931 году в Давид-Городке проживало около 3500 евреев, а перед войной — около 30 % всего населения.
Давид-Городок был захвачен немецкими войсками 7 июля 1941 года, и оккупация длилась 3 года — до 9 июля 1944 года.
В Давид-Городке убийства евреев начались раньше прихода немцев.
Немцы очень серьёзно относились к возможности еврейского сопротивления и поэтому в первую очередь убивали в гетто или ещё до его создания евреев-мужчин в возрасте от 15 до 50 лет — несмотря на экономическую нецелесообразность, так как это были самые трудоспособные узники. По этой причине 10 (9) августа 1941 года около 3000 евреев-мужчин Давид-Городка старше 14 лет отвели за город в сторону хутора Хиновск и деревни Ольшаны и расстреляли на основании ложного доноса одного из местных полицаев о том, что евреи якобы готовят вооруженную вылазку против немцев. 450 человек убили на кладбище. Расстрел проводили зондеркоманда СС и местные полицаи. Членов семей убитых — женщин, детей и стариков — изгнали из города, а их имущество разграбили. Многие из них ушли к родственникам и знакомым в Столин, где позже были убиты вместе с узниками Столинского гетто в урочище Стасино.
Реализуя нацистскую программу уничтожения евреев, немцы создавали гетто почти во всех городах и населённых пунктах Беларуси, где проживало еврейское население. Так и в Давид-Городке в начале 1942 года оккупанты согнали ещё оставшихся в живых евреев в гетто. Там оказались евреи, оставшиеся в живых после «акций» (таким эвфемизмом гитлеровцы называли организованные ими массовые убийства) 1941 года, и евреи из близлежащих деревень, в том числе из деревни Ольшаны — около 40 человек, и деревни Семигостичи — около 10 человек.
Гетто, огороженное колючей проволокой, находилось на правом берегу реки Сенежка (Сежка) (приток реки Горынь) и строго охранялось солдатами из комендатуры и полицаями.
На 9 сентября 1942 года в гетто содержалось 1263 человека, среди которых было только 30 мужчин.

## Уничтожение гетто

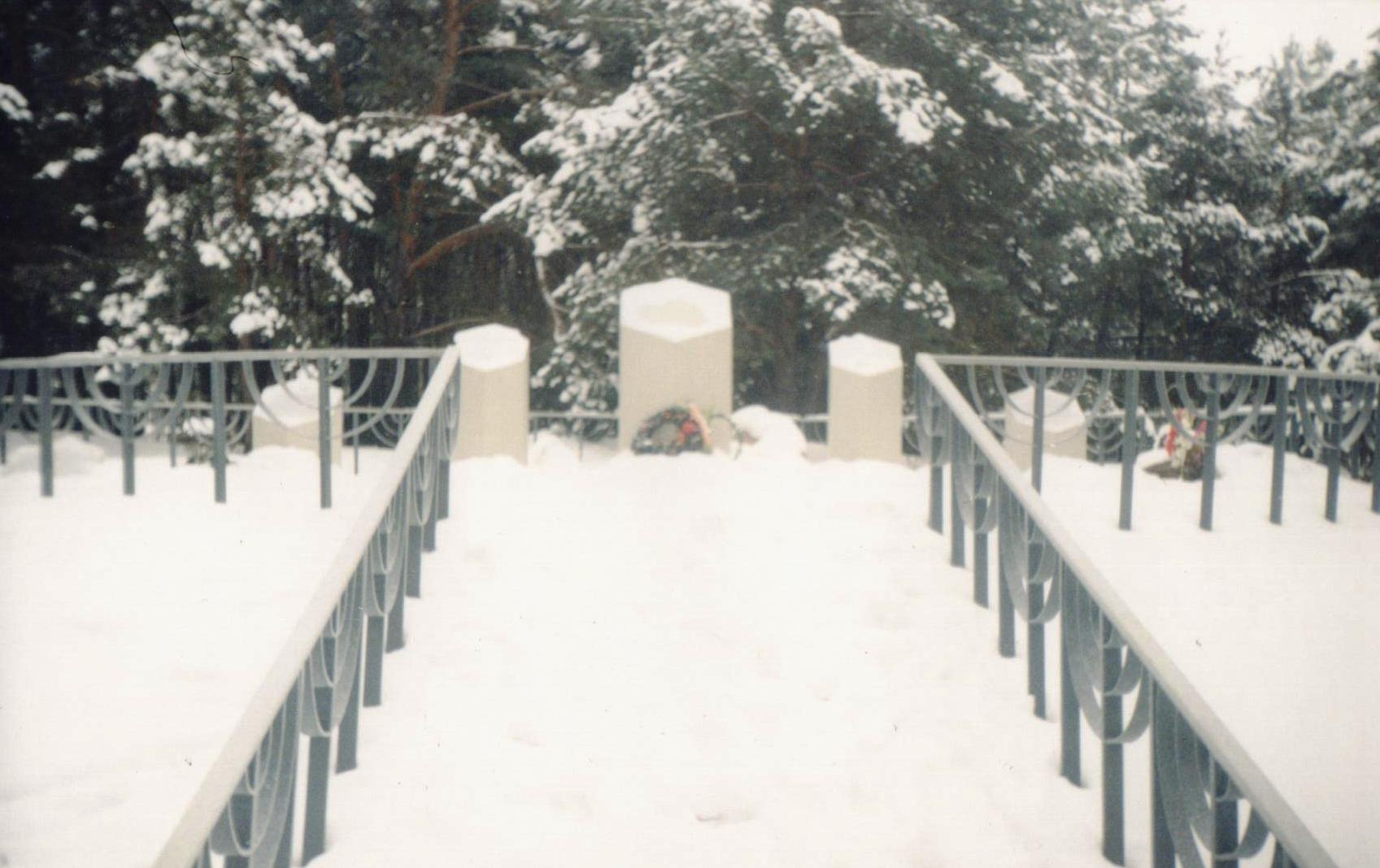
Мемориал в память об убитых евреях в урочище Хиновск около Давид-Городка

10 сентября 1942 года гетто было уничтожено. Узников гетто вывели в сторону хутора Хабища (Ухабища) и далее — на хутор Хиновск, где убили у заранее вырытых расстрельных ям. Перед смертью обреченных людей заставляли раздеться, сложить одежду, отдать ценные вещи и драгоценности, после чего жертв сталкивали в ямы и расстреливали.
В этот день были убиты около 1100 евреев (по другим данным, 685 человек — в том числе 205 женщин и 109 детей).
Около 100 евреям удалось бежать из гетто в Давид-Городке и с места расстрела. Не все из них выжили — например, семеро из сбежавших были пойманы и убиты в Кожан-Городке. Многие из спасшихся воевали затем в партизанских отрядах.

## Память
В 1945 году Давид-Городокская комиссия ЧГК обнаружила на кладбище вблизи хутора Хиновск ямы размером 53х5, 25х6, 24х5, 7х6 и 4х3 метров с человеческими останками.
Опубликованы неполные списки убитых евреев.
В 1986 году в урочище Хиновск, в семи километрах от города, на месте массового убийства евреев Давид-Городка, был установлен типовой обелиск, а в 1996 году его обновили и оштукатурили.
В 2005 году в центре Давид-Городка на здании библиотеки была установлена памятная доска с надписью на трех языках — русском, английском и на иврите: «В память о евреях общины, трагически уничтоженных в 1941-42 годах. Да благословенна будет память о них».
В 2010 году в урочище Хиновск был открыт мемориал памяти жертв геноцида евреев по проекту архитектора Л. Левина. Мемориальный комплекс представляет собой шесть шестигранных архитектурных элементов разной высоты с мемориальными досками со словами памяти об уничтоженных жителях еврейской общины. Перед мемориалом находится зелёная лужайка на месте двух ям, где покоится прах убитых. За декоративная оградой с изображением меноры — семь белых бетонных свечей, к которым ведут выложенные красной плиткой дорожки в виде меноры. На свечах надписи на русском языке и на иврите: «В этой братской могиле похоронено 7000 евреев Давид-Городка и его окрестностей. Мужчины, женщины, дети, которые были хладнокровно убиты немцами во время двух акций в 1941—1942 годах. Да будет благословенна их память! Пусть души их покоятся в мире!».